# Liste der Monuments historiques in Maranville
Die Liste der Monuments historiques in Maranville führt die Monuments historiques in der französischen Gemeinde Maranville auf.

## Liste der Objekte
| Bezeichnung                           | Beschreibung           | Standort                                  | Kennzeichnung | Schutzstatus | Datum | Bild |
| ------------------------------------- | ---------------------- | ----------------------------------------- | ------------- | ------------ | ----- | ---- |
| Skulpturengruppe Unterweisung Mariens | Stein, 16. Jahrhundert | in der Kirche St-Pierre-et-St-Paul (Lage) | PM52000885    | Classé       | 1908  |      |
| Skulptur eines Papstes                | Stein, 16. Jahrhundert | in der Kirche St-Pierre-et-St-Paul (Lage) | PM52000886    | Classé       | 1908  |      |